# Конче
Ко́нче (болг. Конче) — село в Кирджалійській області Болгарії. Входить до складу общини Момчилград.

## Населення
За даними перепису населення 2011 року у селі проживали 246 осіб, усі — турки.
Розподіл населення за віком у 2011 році:
Динаміка населення: